# Клее, Генрих
Генрих Клее (нем. Heinrich Klee; 20 апреля 1800, Мюнстермайфельд — 28 июня 1840, Мюнхен) — немецкий католический богослов, толкователь Библии, который выступал против либеральных и рационалистических течений в католической мысли.
Профессор университета в Бонне, затем в Мюнхене. Главный труд Клее: «Katholische Dogmatik» (4-е изд., Майнц, 1861). Написал также «Encyklopädie der Theologie» (Майнц, 1832), «Lehrbuch der Dogmengeschichte» (Майнц, 1837—1838), «Grundriss der Katholischen Moral» (2 изд., Майнц, 1847) и др.

## Труды
- Die Beicht (Frankfurt, 1827)
- Commentar über das Evangelium nach Johannes (Commentary on the Gospel of John; Mainz 1829);
- Commentar über den Romerbrief (Commentary on the 'Epistle to the Romans'; Mainz 1830);
- Enclcylopädie des Theologie (Mainz 1832);
- Auslegung des Briefes an de Hebrä (Interpretation of the Letter to the Hebrews; Mainz 1883);
- Die Ehe, dogmatisch-arch-ä Abhandlung (Mainz 1833; 2nd Ed., 1835)
- Katholische Dogmatik in three volumes which went through four editions (Mainz 1834-5, 1840, 1844 and 1861)
- Lehrbuch der Dogmengeschichte in two volumes (Textbook on the History of Dogma; Mainz, 1837-8)
- A posthumous work, Grundris der Ethik was edited by Himioben (Mainz, 1843; 2nd ed. 1847).